# Динамос (Гіяні)
ФК «Динамос» (англ. Dynamos Football Club) — південноафриканський футбольний клуб з міста Гіяні, заснований у 1997 році. Виступає у Першій лізі Чемпіонату ПАР з футболу. Домашні матчі приймає на стадіоні «Гіяні Стедіум», потужністю 20 000 глядачів.